# Abbazia di Aurillac
L'abbazia di Saint-Géraud di Aurillac (Aureliacum), fondata attorno all'895 in Alvernia (nell'attuale dipartimento del Cantal) dal conte Geraldo d'Aurillac, distrutta nel corso delle guerre di religione francesi e soppressa con la Rivoluzione, è stata una fra le più antiche abbazie benedettine, ed ha probabilmente influenzato, nelle modalità e nell'organizzazione, la fondazione della stessa Cluny.
L'abbazia è stata inoltre un centro intellettuale di primo piano nel Medioevo, culla del rinnovamento culturale e letterario francese del X secolo: formò tra gli altri Gerberto, poi Papa Silvestro II, che col suo monastero di origine mantenne forti legami sino alla morte.

## Storia

### Fondazione
Il conte Geraldo, considerato che i suoi vasti domini, che si estendevano tra i Monti d'Alvernia, la Rouergue, il Périgueux e Tulle erano allodiali, non volle mai rendere l'omaggio feudale a nessun signore per le proprie terre, salvo che per quelle di Taladiciac perché, spiega Oddone di Cluny nella sua biografia di Geraldo, la sua isolata posizione nella Planèze, fuori dei Monti d'Alvernia, non consentiva di difenderla. Invano suo cugino Guglielmo il Pio, duca d'Aquitania e conte d'Alvernia, gli propose di prestargli il giuramento vassallatico: Geraldo rispondeva unicamente al sovrano.
Nel corso di uno dei suoi frequenti pellegrinaggi a Roma (893-894) formalizzò con atto pubblico la sua volontà di donare i propri possedimenti e benefici signorili di Aurillac a San Pietro apostolo, allo scopo di edificare un'abbazia a lui dedicata e sostentare «un abate, 39 monaci e alcune persone, laiche o regolari, al servizio della casa», e di pagare ogni anno un obolo di cinque solidi a San Pietro; l'abbazia, secondo le intenzioni di Geraldo, fu posta da Papa Formoso direttamente alle dipendenze della Santa Sede.
Negli anni successivi Geraldo diede inizio alla costruzione della chiesa abbaziale, inizialmente ex novo, nella piana sotto il castello di Aurillac, poi, abbandonato questo primo progetto in seguito a un crollo, ristrutturando ed ingrandendo la preesistente chiesa di San Clemente, edificata da suo padre e in cui riposavano i suoi genitori.
Per popolare l'abbazia Geraldo si rivolse all'abbazia benedettina di Vabres, dove inviò a formarsi un gruppo di suoi giovani seguaci, desiderosi di intraprendere la vita monastica. Primo abate fu Adalgario (o Adelgario), scelto dallo stesso Geraldo in virtù del privilegio pontificio.
Geraldo, desideroso di sottrarre l'abbazia ai poteri locali (laici o religiosi che fossero), pose Aurillac sotto la diretta protezione del sovrano, ottenendo in tal senso una lettera di esenzione da Carlo il Semplice, che fu emessa a Bourges il 2 giugno dell'899, e sanciva per l'abbazia fosse libera ed esente da tutte le giurisdizioni civili ed episcopali; l'abate d'Aurillac poteva perciò recare - come un vescovo - i simboli della mitra e del pastorale.
La consacrazione della prima chiesa abbaziale avvenne nel 907, in onore di San Pietro e San Clemente; nel 909 Geraldo d'Aurillac volle disporre dei suoi residui beni e possedimenti, comunque cospicui, e con una clausola al suo atto di donazione di vent'anni prima, ne donò il possesso all'abbazia, suddividendone in parte il diritto di usufrutto tra alcuni suoi servitori e suo nipote (che contemporaneamente ereditava i diritti di giustizia e di protezione sul monastero); fu per Aurillac l'inizio di un'ascesa economica che raggiunse l'apice nel XVI secolo.

### Ascesa
Dopo la morte del fondatore, fatta salva la biografia di questi compilata da Oddone di Cluny, ben poche sono le notizie riguardo all'abbazia fino al XII secolo: è grazie ad una cronaca anonima scritta attorno al 1137 da un monaco di Aurillac che conosciamo la successione dei primi abati.
Geraldo morì in odore di santità il 13 ottobre 909; solo da pochi giorni lo aveva preceduto nella tomba il primo abate, Adelgario: a questi succedette Jean, parente del conte, in buoni rapporti con papa Giovanni X, il quale confermò il rapporto di dipendenza con Aurillac in cambio di un obolo annuale di 12 solidi.
Oddone di Cluny fu abate di Aurillac attorno al 924, per un breve periodo (nel 926 venne chiamato a Cluny alla morte di Bernone). Fu in quel lasso di tempo che ebbe probabilmente inizio il culto di Geraldo, cui un impulso venne di certo dallo stesso Oddone, che ne scrisse successivamente la biografia.
Oddone, dopo aver preso la guida di Cluny, non abbandonò del tutto Aurillac, lasciando Arnulfo come proprio coadiutore e co-abate; negli anni successivi i due diedero un'impronta decisa al destino dell'abbazia: introducendo ad Aurillac gli usi di Cluny ne elevarono il prestigio, fondarono poi una scuola di teologia, grammatica e musica poi rinomata per secoli. Iniziarono i pellegrinaggi e il recinto dell'abbazia si dimostrò ben presto troppo angusto.
Nel 936 il conte Raimondo Ponzio I di Tolosa fondò l'abbazia di Saint-Pons-de-Thomières, e chiese ad Aurillac alcuni monaci per popolarla. Nello stesso anno, col cointeressamento dello stesso conte, fu fondato, ancora come emanazione di Aurillac, sulle terre del signore di Chanteuge, il monastero di Saint-Sauveur. L'anno seguente fu il vescovo di Puy, Gotescalco, a sottomettere ad Arnulfo, perché lo riformasse, il monastero di Saint Théofrède a Le Monastier-sur-Gazeille. Da allora le fondazioni e le dipendenze si moltiplicarono.
Il quinto abate di Aurillac, Adralde, diede inizio alla costruzione di una nuova chiesa, che fu portata a compimento dal suo successore Géraud de Saint-Céré, e dedicata nel 962.

### Apogeo
A cavallo fra X e XI secolo il culto di San Geraldo si propagò velocemente, anche grazie all'intervento dei vari pontefici, da Niccolò II in poi, che nel corso del tempo si occuparono dell'abbazia gratificandone il fondatore col titolo di beato e di santo.
Aurillac si arricchì rapidamente grazie alla liberalità di illustri devoti, come i Conti di Tolosa, i Conti di Poitiers e i Visconti di Narbona, ma anche grazie alle offerte di semplici fedeli e pellegrini, numerosi data la sua posizione strategica lungo l'itinerario di pellegrinaggio verso Roma (e verso la Catalogna e Santiago di Compostela), e al possesso, su tali direttrici, di una rete di priorati al servizio dei viaggiatori come l'ospizio di Sainte-Marie-du-Mont, al colle di Mont-Cébro in Cerdagna.
Nel 1061, da papa Niccolò II, e poi nuovamente nel 1068 da papa Alessandro II, Aurillac vide confermati i propri privilegi di fronte al sovrano, ai vescovi e ai signori locali: diritto di giustizia, elezione libera dell'abate, dipendenza diretta dalla Santa Sede, ecc. All'epoca almeno cinque priorati dipendevano da Aurillac.
Papa Urbano II, dopo il Concilio di Clermont cui aveva preso parte anche l'abate Pierre II de Cisières, visitò Aurillac nel dicembre 1095 e consacrò la chiesa abbaziale rinnovata; nel marzo successivo confermò lo status di Aurillac con una bolla.
Secondo una bolla di papa Niccolò IV emessa attorno al 1290, l'abbazia di Aurillac possedeva oltre cento priorati, divenuti in seguito altrettante parrocchie, quindi comuni, situati in 17 diocesi diverse. I loro possedimenti producevano a tale data oltre 80 000 lire di rendita.
L'abbazia, che possedeva una biblioteca e uno scriptorium, costituiva un ricettacolo intellettuale e culturale assai importante per il X secolo: sappiamo dalla corrispondenza di Gerberto con il suo anziano maestro, che procurava manoscritti antichi alla sua vecchia abbazia; possediamo anche la testimonianza di Giovanni di Salisbury a proposito dei monaci di Luxeuil: «Sono dei maestri, non solo degli uomini eloquenti, ma di eloquenza stessa, poiché [essi sono] uguali sotto molti aspetti ai monaci di Aurillac, che hanno acquisito una grande abilità e una lunga pratica in un gran numero di scienze».

### Ospiti illustri
Soggiornarono o vissero ad Aurillac:
- Borrell II, conte di Barcellona
- Gerberto d'Aurillac
- Roberto il Pio, re di Francia
- Papa Urbano II
- Guglielmo d'Alvernia, ministro e consigliere di Luigi IX di Francia

### Secolarizzazione
L'abbazia conservò un patrimonio assai importante in cui i proventi in natura via via si ridussero, la maggior parte dei priorati venendo secolarizzati per diventare parrocchie.
La stretta applicazione della Regola benedettina secondo l'osservanza cluniacense si attenuò progressivamente durante gli ultimi secoli del Medioevo, ad Aurillac come in molte altre fondazioni benedettine, anche per la lunga crisi determinata dalla guerra dei cent'anni; con l'epoca moderna si produsse una lenta ed impercettibile secolarizzazione con l'abbandono della clausura e del dormitorio comune, e l'assegnazione di prebende.
A partire da una bolla di papa Pio IV datata 13 maggio 1561, sotto l'abbaziato di Martin de Beaune, cancelliere della regina Caterina de' Medici che lo aveva nominato contro il parere dei monaci, gli abati divennero commendatari e cessarono di essere eletti dal capitolo e di risiedere nell'abbazia, pur godendone le prebende.

### Distruzione da parte dei calvinisti
Poco dopo, sotto l'abbaziato del cardinale Alvise Pisani, nobile veneziano che non vi soggiornò che per l'investitura, la città di Aurillac venne attaccata, il 6 settembre 1569, da una banda di calvinisti: chiesa, convento, palazzo abbaziale, sculture, tombe, tutto venne distrutto ed incendiato. I metalli preziosi vennero fusi e portati a Ginevra, i libri, i manoscritti, gli archivi vennero bruciati in piazza. In nome dei principi di Navarra e Condé tutte le proprietà dell'abbazia furono vendute all'incanto. Durante 14 mesi gli abitanti della città furono taglieggiati, torturati, talvolta assassinati, per estorcere il loro denaro.
Oggigiorno non resta molto dell'antico monastero: la facciata romanica dell'antico ospizio, qualche torre quadrata parte del sistema difensivo, qualche muro della chiesa di San Pietro incorporato nella chiesa di Saint-Géraud, nuova ricostruzione del XVII secolo opera di Charles de Noailles, abate di Aurillac nel 1606, poi vescovo di Saint-Flour nel 1610 (fine dei lavori nel 1643).
L'ultima ricostruzione della chiesa fu terminata nella seconda metà del XIX secolo su disegno dell'architetto Jules Lisch, che ha ricostruito anche il Castello Saint-Étienne, o di Jean-Baptiste-Antoine Lassus, secondo le fonti, con l'aggiunta di due campate alla navata e di un portico, oltre che la ricostruzione completa del campanile.

## Cronotassi degli abati

### Abati eletti
1. 898 Adalgario (Adalgarius)
2. 907 Jean I
3. 920 Oddone di Cluny
4. 926 Arnulfo
5. Adralde I

Blasone dell'abbazia e relativo motto

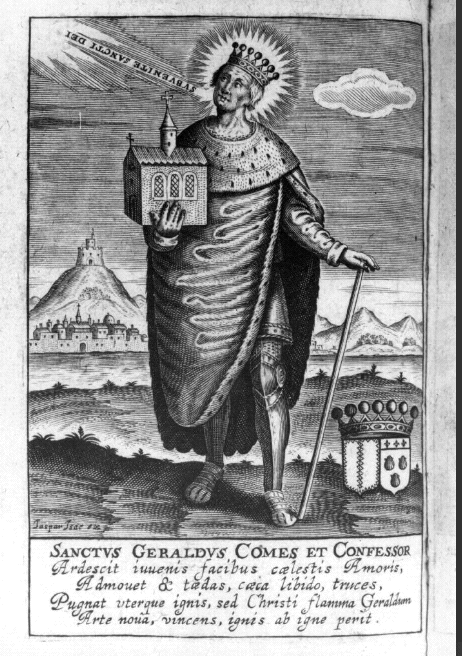
San Geraldo con le armi dell'abbazia e della città di Aurillac

Blasone antico (in uso sino al XV secolo)

6. Géraud I de Saint-Céré, terminò la costruzione della seconda chiesa abbaziale, dedicata nel 962; ricostruì la chiesa fondata dal padre di Geraldo
7. 987 Raimond de La Vaur, maestro di Gerberto d'Aurillac.
8. 1010 Adralde II de Saint-Christophe
9. 1039 Géraud II du Bex
10. Géraud III de Caussade
11. Géraud IV de Capdenac
12. Pierre I de Limagne
13. Émile
14. Pierre II de Cisières
15. Gosbert
16. Pierre III de La Roque d'Aton
17. Pierre IV d'Alzon
18. Gaucelin d'Alzon
19. 1141 Guillaume I
20. 1144 Ebles
21. 1167 Pierre V Brun
22. 1195 Guillaume II
23. 1203 Ramnulphe
24. 1204 Géraud V de Cardaillac
25. 1233 Bertrand I
26. 1252 Aymard de Valette; prima cellerario dell'abbazia, fu quindi nominato abate di Figeac dall'abate di Cluny, e in seguito eletto abate di Aurillac
27. 1262 Guillaume III Arnaud
28. 1291 Pierre VI de Malfayde
29. 1303 Draconnet de Montauban
30. 1311 Guillaume IV; sotto il suo abbaziato, una bolla di papa Clemente V autorizzò gli abati a celebrare la messa in abito pontificale. Rifiutò l'elevazione di Aurillac a diocesi; il seggio episcopale venne invece installato a Saint-Flour
31. 1320 Archambaud; già vescovo d'Alvernia al momento dell'elezione, i consoli gli rifiutarono l'entrata in Aurillac in abito vescovile, dicendo che la città di San Geraldo era direttamente dipendente dalla Santa Sede
32. 1335 Guillaume V d'Angles
33. 1340 Aymeric de Montal, figlio di Bertrand, signore di Laroquebrou, e di Gaillarde de Sévérac
34. 1356 Pierre VII de Saint-Exupéry
35. 1424 Bertrand II de Saint-Beauzire
36. 1440 Hugues de Roche d'Agoux
37. 1464 Jean II d'Armagnac de Pardiac, vescovo di Castres, figlio di Bernard VIII, conte di Pardiac, e di Éléonore de Bourbon, contessa di La Marche. Era fratello di Jacques d'Armagnac, duca di Nemours
38. 1489 Pierre VIII de Balzac
39. 1490 Gratien de Villeneuve
40. 1499 Antoine II de Cardaillac
41. 1502 Charles I de Saint-Nectaire
42. 15?? Giovanni di Lorena
43. 1550 Agostino Spinola
44. 1556 Charles II de Saint-Martin
45. 1558 Jean IV de Cardaillac
46. 1559 Charles III de Saint-Nectaire
47. 1560 Antoine III de Saint-Nectaire, figlio di Nectaire e di Marguerite d'Estampes; eletto vescovo di Le Puy nel 1561, chiese la messa in commendam dell'abbazia.

### Abati commendatari
48. 1561 Martin Fournier de Beaune-Semblançay
49. 1565 Guillaume VI Viole, vescovo di Parigi
50. 1568 Cardinale Alvise Pisani
51. 1570 Paul de Foix
52. 1578 Cardinale Georges d'Armagnac
53. 1585 Philippe des Portes
54. 1603 Cardinale François de Joyeuse
55. 1615 Pierre IX de Réveilles
56. 1616 Cardinale Charles IV de Noailles, vescovo di Saint-Flour, vescovo di Rodez, deputato agli Stati Generali del 1614
57. 1648 Louis II Barbier de La Rivière
58. 1670 Hercule de Mauziéri
59. 1679 Cardinale Léon Potier de Gesvres
60. 1744 Jean V Sébastien François de Barral, vescovo di Castres
61. 1752 Claude-Mathias de Barral, fratello del precedente, vescovo di Troyes
62. 1787 Jacques de Cambefort de Serieys.